# جیمی مک‌گروری
جیمی مک‌گروری (انگلیسی: Jimmy McGrory; ۲۶ آوریل ۱۹۰۴ – ۲۰ اکتبر ۱۹۸۲) بازیکن فوتبال اهل بریتانیا بود.
از باشگاه‌هایی که در آن بازی کرده‌است می‌توان به  باشگاه فوتبال سلتیک اشاره کرد.
وی همچنین در تیم ملی فوتبال اسکاتلند بازی کرده‌است.